# Gašper Grom
Gašper Grom, slovenski bodibilder in dietetik, * 7. avgust 1971, Ljubljana, Slovenija.
Gašper Grom je najbolj poznan kot trener številnih slovenskih bodibilderjev in fitnesarjev, mednarodni fitnes in bodibilding sodnik ter ustanovitelj tekmovanja Maxximum Open. Velja za enega izmed prvih, ki je razširil kulturo fitnesa in bodibildinga v slovenski prostor.
Gašper Grom je na WFF World 2006 dosegel tretje mesto, na WFF World 2010 je bil zmagovalec, pred kratkim pa je bil na IFBB European Championship 2022 peti (Masters). Nosi licenco IFBB Advanced Bodybuilding and Fitness trener, je mednarodni sodnik IFBB in predsednik IFBB Slovenia (Bodybuilding zveze Slovenije). Pripravljal je več drugih slovenskih tekmovalcev (Mitja Gabor, Renko Boštjan, Boštjan Čebron, Samo Simončič, Sašo Petek, Andrej Milutinovič, Goran Simič …). 
Po poklicu je diplomirani dietetik; je svetovalec za izgubo telesne teže s pomočjo ketogene diete in avtor zbirke knjig o LCHF prehrani Bemumast. S soavtorji je tudi nosilec raziskave o vplivu ketogene diete na telesno težo. 
Leta 2018 je nastopal kot dietetik v oddaji The Biggest Loser Slovenija.